# Inquisición Imperial
La Inquisición Imperial son cazadores de Jedis partes del Imperio Galáctico.
Son dirigidos por Darth Sidious y entrenados por el Señor Oscuro de los Sith Darth Vader.

## Orígenes
Todo empezó cuando Darth Sidious le prometió a un Guardia del Templo los holocrones Jedi, cuando se activo la Orden 66 casi todos los Inquisidores los pusieron en una máquina de tortura menos el Gran Inquisidor.